# 歐佐拉 (密蘇里州)
歐佐拉（英語：Ozora）是位於美國密蘇里州聖熱訥維耶沃縣的普查規定居民點。

## 歷史
歐佐拉的郵局於1900年設立，其後於1914年停運。

## 人口
根據2020年美國人口普查的數據，歐佐拉的面積為15.95平方千米，當中陸地面積為15.88平方千米，而水域面積為0.07平方千米。當地共有人口182人，而人口密度為每平方千米11.41人。